# Éric Bauthéac
Éric Bauthéac (ur. 24 sierpnia 1987 w Bagnols-sur-Cèze) – francuski piłkarz występujący na pozycji napastnika. Zawodnik klubu Omonia Nikozja.

## Kariera klubowa
Bauthéac karierę rozpoczynał w 2007 roku w zespole AS Cannes z Championnat National. Przez trzy lata rozegrał tam 77 spotkań i zdobył 15 bramek. W 2010 roku odszedł do zespołu Dijon FCO, grającego w Ligue 2. W 2011 roku awansował z nim do Ligue 1. W lidze tej zadebiutował 7 sierpnia 2011 w przegranym 1:5 pojedynku ze Stade Rennais. 1 października 2011 w zremisowanym 1:1 spotkaniu z AC Ajaccio strzelił pierwszego gola w Ligue 1. 
W 2012 roku, po spadku Dijon do Ligue 2, Bauthéac przeszedł do OGC Nice z Ligue 1. Rok przed wygaśnięciem kontaktu z Nice został wykupiony za kwotę około 2,5 miliona Euro przez Lille OSC. Z ekipą z północy Francji podpisał 3 letnią umowę. Na rok przed koniec trener Marcelo Bielsa oznajmił Bauthéacowi, że nie widzi go w zespole i piłkarz rozwiązał swoją umowę. Będąc wolnym zawodnikiem został piłkarzem australijskiego Brisbane Roar. W sezonie 2018/2019 został laureatem nagrody na najładniejszą bramkę sezonu w A-League. Po objęciu drużyny przez Robbiego Fowlera opuścił drużynę wraz z 13 innymi zawodnikami. Przed sezonem 2019/2020 dołączył do Omonii Nikozja. W barwach cypryjskiego klubu został mistrzem kraju.
| Sezon   | Klub          | Kraj      | Rozgrywki | Mecze | Bramki | Rozgrywki Europy | Mecze | Bramki |
| ------- | ------------- | --------- | --------- | ----- | ------ | ---------------- | ----- | ------ |
| 2007/08 | AS Cannes     | Francja   | National  | 15    | 0      | –                | –     | –      |
| 2008/09 | AS Cannes     | Francja   | National  | 32    | 10     | –                | –     | –      |
| 2009/10 | AS Cannes     | Francja   | National  | 30    | 5      | –                | –     | –      |
| 2010/11 | Dijon FCO     | Francja   | Ligue 2   | 36    | 6      | –                | –     | –      |
| 2011/12 | Dijon FCO     | Francja   | Ligue 1   | 34    | 3      | –                | –     | –      |
| 2012/13 | OGC Nice      | Francja   | Ligue 1   | 35    | 9      | –                | –     | –      |
| 2013/14 | OGC Nice      | Francja   | Ligue 1   | 27    | 4      | Liga Europy UEFA | 2     | 0      |
| 2014/15 | OGC Nice      | Francja   | Ligue 1   | 35    | 8      | –                | –     | –      |
| 2015/16 | Lille OSC     | Francja   | Ligue 1   | 28    | 2      | –                | –     | –      |
| 2016/17 | Lille OSC     | Francja   | Ligue 1   | 13    | 0      | Liga Europy UEFA | 2     | 0      |
| 2017/18 | Brisbane Roar | Australia | A-League  | 21    | 2      | –                | –     | –      |

Stan na: koniec sezonu 2017/2018